# Nure (città)
Nure era un'antica città della Sardegna di epoca romana situata nella Nurra, a nord dell'attuale città di Alghero. La sua localizzazione precisa è incerta ed è da localizzarsi nelle zone interne a sud del lago di Baratz e di porto Ferro. Da essa deriva il nome della regione storico-geografica della Nurra.
Il nome Nure, simile a quello di un'altra antica città sarda, Nora, situata nei pressi dell'odierno abitato di Pula, potrebbe derivare da Nure, antico nome di Minorca, l'isola balearica più vicina alle coste sarde.